# Micromelalopha adrian
Micromelalopha adrian är en fjärilsart som beskrevs av Alexander Schintlmeister. Micromelalopha adrian ingår i släktet Micromelalopha och familjen tandspinnare. Inga underarter finns listade i Catalogue of Life.